# 美和剛
美和 剛（みわ ごう、1950年3月17日 - ）は、日本の漫画家。以前は竹中 小虎（たけなか ことら）・佐藤 貞夫（さとう さだお）名義で執筆していた。尚、以前はローマ字表記の際にmiwagouが用いられていたが『農業ノススメ 恋と涙の就農生活』完結後の2008年からgoh miwaと表記されるようになった。
秋田県雄勝郡羽後町生まれ。秋田県立湯沢高等学校卒業。劇画家の佐藤まさあきに師事する。ビッグコミック新人賞に入選。現在、羽後町在住。芳文社発行の青年漫画誌週漫スペシャルに不定期に『業界のピンチヒッター』等を執筆。その独特のユーモアを好む読者が多い。最も影響を受けた漫画家はさいとう・たかを。宮西計三、みやわき心太郎ら多くの漫画家と交流があり人脈が広い。2001年の「21世紀のコミック作家の著作権を考える会」緊急アピールに対するみやわき心太郎の反論記事の復刻の橋渡しをするなど、創作活動以外でも高い評価を受けている。

## 主な作品
- 竹中小虎名義
  - 三平の休日（デビュー作）ビッグコミック賞佳作第1席
- 佐藤貞夫名義
  - 旺文社学習漫画
  - ザ・合気道 燃える男（ヤツ）ら（講談社、書下ろし作品）
  - 学習まんが 夢と科学に生きた人 斎藤憲三ものがたり （次節で詳述）
- 美和剛名義
  - 農業ノススメ 恋と涙の就農生活（週漫スペシャル掲載。同誌2007年9月号掲載の収穫17〜星の大宴会で完結。単行本化を望む声も多いが2008年現在実現していない。）
  - 業界のピンチヒッター（〃）
  - 風俗疑惑の女たち（〃）

## 「斎藤憲三ものがたり」
社団法人由利本荘青年会議所が1987年頃に出版した『学習まんが 夢と科学に生きた人 斎藤憲三ものがたり』の、漫画部分を、美和が佐藤貞夫名義で執筆した。
当作品はTDKの創立者・斎藤憲三の伝記物語であるが、ISBNがなく一般には流通しなかった書籍と考えられる。
内容は以下の通り。
- 第1章 秋田県由利郡仁賀保町（現にかほ市）平沢で生まれた憲三の子供時代
- 第2章 大阪の中学、東京の大学での生活
- 第3章 帰郷し農業以外の副業を始めるも失敗
- 第4章 紡績業大手の鐘紡社長との出会い、フェライトとの出会い
- 第5章 鐘紡社長から出資を受けて東京・蒲田にフェライトを生産する東京電気化学工業株式会社（のちのTDK）を興し、郷里にも工場を作るも、蒲田工場は空襲で焼かれ、会社は秋田に疎開。憲三は東京電化の社長を退く
- 第6章 衆議院議員、科学技術庁政務次官となる